# Boulat Mansourov
Pour les articles homonymes, voir Boulat.
Boulat Mansourov, né le 7 juillet 1937 à Tchardjou, république socialiste soviétique du Turkménistan (aujourd'hui Türkmenabat, Turkménistan) et mort le 11 mars 2011 à Moscou, fédération de Russie) était un réalisateur et scénariste turkmène.

## Filmographie
- 1964 : La Compétition
- 1966 : La Soif étanchée
- 1968 : L'Esclave (film, 1968) (ru)
- 1970 : Il n'y a pas de mort, les gars! (ru)
- 1972 : Trizna (en russe : Тризна)
- 1989 : Sultan Beybars (film)

## Critiques
- « La compétition, de Boulat Mansourov, œuvre typique de l'inspiration folklorique au service du maintien des traditions culturelles, en l’occurrence un tournoi poétique et musical superbement évocateur » Le cinéma soviétique: de Khrouchtchev à Gorbatchev, 1955-1992, Marcel Martin
- « Bulat Mansurov’s The Competition (Sostiazanie / Shukur bakhshi, 1964) was one of the most noteworthy film events of the 1960s,[5] even if it is largely forgotten today. As Margolit explains, the work marks the founding of poetic cinema and focuses on the features of the human face » The Socialist Avant-Garde at the 33rd Moscow International Film Festival, Julie Draskoczy, KinoKultra